# 배틀로봇

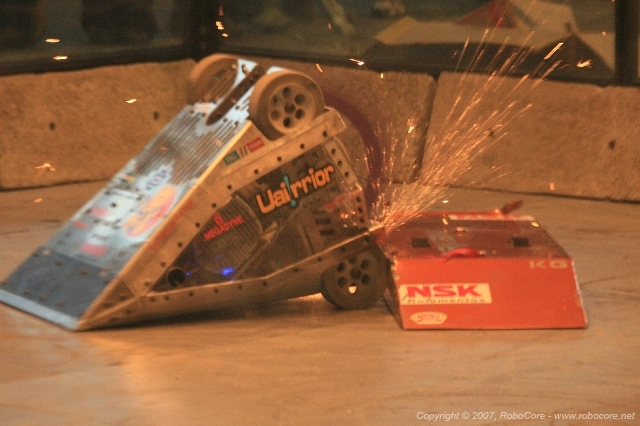
회전무기를 사용하는 로봇들의 경기 모습

배틀로봇 또는 전투로봇은 두 대, 혹은 그 이상의 로봇들이 여러 가지 수단을 이용하여 상대 로봇을 파손시키는 형식으로 진행되는 경기나 스포츠, 혹은 이를 수행하는 로봇을 지칭하는 말이다. 로봇의 형태나 공격수단은 다양하나, 대부분 일반적으로 바퀴를 가진 차량의 형태를 띠고 있으며 회전형, 들어올리기형, 화염방사형 등의 공격 무기를 주요 수단으로 하는 로봇을 조종자가 수신 조종기를 이용해 조종하는 방식으로 경기가 치러진다.
배틀로봇 경기는 1987년 개설된 미국의 Critter Crunch에서 치러진 것이 최초로 여겨진다. 이후 1994년 미국에서 처음으로 배틀로봇 방송인 Robot Wars가 개설되었고, 이것이 1997년 영국 방송사로 옮겨져 방송되기 시작하면서, 경기 특유의 시각적 효과로 인하여 많은 인기를 얻으면서 6년 간 인기리에 방영되었다. 이후 배틀로봇 경기는 전 세계적으로 가장 인기있는 로봇 스포츠 중 하나가 되었고, 2004년 발족한 세계 최대의 로봇 축제 ROBOlympics에서 치러지는 가장 인기있는 로봇 경기 중 하나이기도 하다.

## 제작 과정 및 구성 요소
일반적으로 배틀로봇을 제작하는데는 상당한 기간과 비용이 소요되며, 이는 대체로 로봇의 체급에 비례한다. 이처럼 요구되는 대량의 시간과 노력, 비용은 일반인들의 배틀로봇에 대한 직접적인 접근성을 어렵게 만드는 요인이며, 따라서 정기적으로 배틀로봇을 제작하여 경기에 참여하는 이들은 여럿이 팀을 이루었거나, 충분한 수준의 기계적 지식 및 재력을 갖춘 이들이 많다. 그러나 이러한 특성은 일부 참여자들로 하여금 대회에서 우승하여 상금을 얻기 위한 목적 외에도, 취미나 재미를 위해 경기에 참여케 함으로써 이를 더 흥미진진하게 만들고, 대외적인 관심과 인기를 높이는 요인이 되기도 한다.
배틀로봇을 이루는 구성요소는 모터와 엔진, 전지와 같은 동력전달 장치나 회로를 포함한 각종 부품들, 로봇을 구동하기 위한 바퀴, 공격무기와 더불어 내부 부품을 보호하는 외피 등으로 이루어져 있다. 모터는 일반적으로 바퀴 및 회전형 공격무기를 회전시키기 위한 용도로 사용되며, 체급에 따라 그 출력 용량이 달라진다. 바퀴는 로봇을 구동하기 위한 필수적인 장치로, 종류는 다양하나 대체로 타이어가 많이 사용된다. 로봇의 외피는 적의 공격무기로부터 내부를 보호하기 위한 용도로, 재질은 매우 다양하나 대체로 폴리카보네이트, 플라스틱, 알루미늄, 철, 티타늄 등이 많이 사용된다. 공격무기는 다양한 형태로 나눌 수 있으며, 로봇을 구성하는 가장 튼튼하고 강력한 요소이기도 하다.

## 체급
배틀로봇의 무게나 크기는 매우 다양하나, 일반적으로 무게가 많이 나가는 로봇일수록 강력한 파괴력과 내구성으로 인한 이점을 발휘할 수 있기에 공정한 경기를 위해 대부분의 로봇 대회에서는 체급을 설정한다. 국내 배틀로봇 경기는 10kg급의 직접적인 배틀이 아닌 로봇축구를 목적으로 하는 소형 배틀로봇과 공격형 최대 35kg, 수비형 32kg으로 제한되는, 직접적인 배틀을 하는 대형 배틀로봇으로 나뉜다. 한편 해외의 배틀로봇 경기는 다음과 같은 다양한 체급으로 분류되어 있다.
- 75g급 - 플리급 배틀로봇(Fleaweight)
- 150g급 - 페어리급 배틀로봇(Fairyweight)
- 1lb급 - 앤트급 배틀로봇(Antweight)
- 1kg급 - 킬로봇(Kilobot)
- 3lb급 - 비틀급 배틀로봇(Beetleweight)
- 6lb급 - 맨티스급 배틀로봇(Mantisweight)
- 12lb급 - 하비급 배틀로봇(Hobbyweight)
- 15lb급 - BotsIQ Mini class
- 30lb급 - 페더급 배틀로봇(Featherweight)
- 60lb급 - 라이트급 배틀로봇(Lightweight)
- 120lb급 - 미들급 배틀로봇(Middleweight)
- 220lb(100kg)급 - 헤비급 배틀로봇(Heavyweight)
- 340lb급 - 슈퍼헤비급 배틀로봇(Super Heavyweight)

## 구동 방식
배틀로봇은 일반적으로 바퀴를 갖춘 차량의 형태를 띠고 있지만, 운송이나 이동에 사용되는 일반적인 차량과는 방향전환을 하는데 있어서 다른 방식을 사용하고 있다. 일반적인 차량의 경우 바퀴 자체가 좌우로 회전할 수 있어서 이를 이용하여 방향전환을 할 수 있도록 되어있으나, 배틀로봇을 포함한 대부분의 바퀴구동식 로봇의 경우 이러한 방식의 방향전환이 불가능하다. 대신, 좌우 양쪽의 바퀴가 각자 다른 방향과 속도를 낼 수 있도록 설계되어 있어, 각각의 속도와 회전방향의 차이를 이용해 방향전환을 하는 캐터필러와도 같은 방식을 통한 방향전환이 이루어진다. 이러한 구동방식으로 인해, 배틀로봇은 장애물에 의해 전진이 불가능해졌을 시 후진을 하지 않고 제자리에서 방향전환을 하여 장애물을 비켜갈 수 있는 능력을 갖출 수 있으나, 각각의 바퀴가 독자적으로 움직이므로 일반적인 차량을 조종하는 것과는 다른, 보다 세밀한 방식의 조종법이 요구된다. 이러한 배틀로봇의 특징으로 인해, 배틀로봇을 구동하는 바퀴로는 일반적인 타이어 외에도 다른 여러 종류의 바퀴가 사용되곤 하며, 특히 접지력을 극대화하기 위한 캐터필러가 사용되기도 한다.